# Yinka Edward
Yinka Edward, nacido en Jos, Nigeria, es un director de fotografía nigeriano mejor conocido por sus trabajos en las películas October 1, 93 Days, A Love Story (ganadora de la categoría Mejor Cortometraje Británico de Animación en los BAFTA, 2017), Confusion Na Wa y Lionheart.

## Carrera
En los primeros años de su carrera, después de graduarse del Instituto Nacional de Cine en Jos, Nigeria en 2006, Edward trabajó con el director de cine nigeriano Mak 'Kusare en la película Ninety Degrees y fue parte del equipo de producción de la BBC en la serie Wetin Dey. Después de su trabajo en Wetin Dey, Edward filmó The Ties That Bind en Namibia, que fue la primera serie producida localmente en el país. De regreso a Nigeria, Edward trabajó en las películas de Kunle Afolayan Araromire, Phone Swap y October 1. También rodó las películas de Izu Ojukwu, Alero's Symphony y '76. En Kenia rodó el largometraje Something Necessary, producido por Tom Tykwer y dirigido por Judy Kibinge. Something Necessary se proyectó en el Festival Internacional de Cine de Toronto de 2013 y fue nominado al premio Audience Choice Award en el Festival Internacional de Cine de Chicago de 2013. Uno de sus trabajos más recientes es la película original de Netflix Lionheart, un largometraje nigeriano, dirigido por Genevieve Nnaji, así como la película La libreta negra, igualmente de Netflix. Edward es alumno de la Escuela Nacional de Cine y Televisión de Beaconsfield, Inglaterra, donde obtuvo una Maestría en producción de cine y televisión, con especialización en cinematografía.